# Pseudanarta actura
Pseudanarta actura là một loài bướm đêm trong họ Noctuidae.